# Laila Dalseth

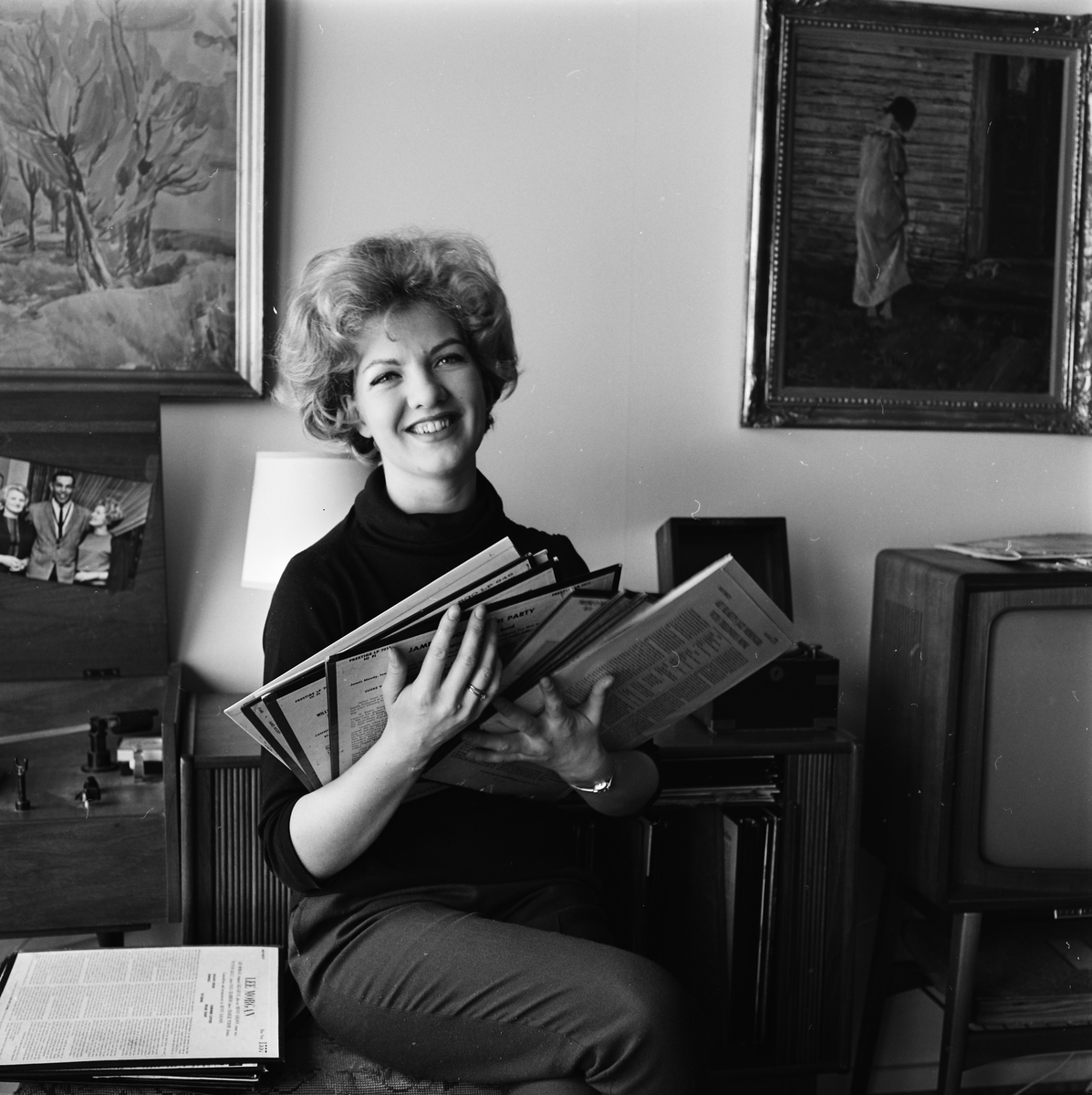
Laila Dalseth, 1966

Laila Dalseth (* 6. November 1940 in Bergen) ist eine norwegische Jazzsängerin.

## Wirken
Dalseth begann ihre professionelle Karriere 1960, als sie nach Oslo zog und in den 1960er Jahren mit Kjell Karlsen (ab 1961), Egil Kapstad, Frode Thingnæs und Helge Hurums arbeitete. 1963 erschien Dalseths Plattendebüt Metropol Jazz (1963). Sie sang in den folgenden Jahren auch in der Stokstad/Jensen Trad. Band (1973–75), bei Per Borthen und trat 1976 im Teatret Vårt in dem Stück Havhesten auf. Seitdem arbeitete sie sowohl mit europäischen als auch mit amerikanischen Jazzmusikern zusammen; auf ihren Alben für das Label Gemini wirkten u. a. Terje Venaas, Bucky Pizzarelli, Milt Hinton, Al Cohn, Red Mitchell und Philip Catherine mit. Außerdem war sie bei Produktionen ihres Ehemannes Totti Bergh beteiligt, wie auch bei Alben von Arne Domnérus und Bengt Hallberg. Während der 1980er und 1990er Jahre trat sie auf zahlreichen internationalen Festivals gemeinsam mit Flip Phillips, Major Holley, Roger Kellaway, Frank Capp, Nat Pierce und Per Husby auf.

## Preise und Auszeichnungen
1962 gewann sie mit den beiden Songs Mormors spilledåse (#5) und Kom sol, kom regn (#1) zweimal den Melodi Grand Prix. Für ihre Leistungen wurde sie insgesamt drei Mal mit dem norwegischen Spellemannprisen sowie 1986 mit dem Gammlengprisen in der Rubrik Jazz ausgezeichnet. Auf dem Oslo Jazzfestival 1999 wurde ihr der Ella-prisen zugedacht.  die norwegische Jazzgesellschaft ehrte sie zudem mit dem Buddyprisen.

## Diskographische Hinweise
- Just Friends (1975) mit Per Husby
- Glad There is You (1978)
- Daydreams (1984)
- Time for Love (1986) mit Red Mitchell
- Travelling Light (1986) mit Al Cohn
- The Judge and I (1991) mit Milt Hinton
- A Woman's Intuition (1995) mit Philip Catherine
- Listen Here! (Gemini, 1999)
- One of a Kind (Gemini, 2000)
- Everything I Love (Gemini, 2003)